# Torneo Conde de Godó 2021
El Torneo Conde de Godó 2021 fue un evento de tenis del ATP Tour 2021 en la serie ATP 500. Se disputó en Barcelona, España en el complejo Real Club de Tenis Barcelona desde el 19 hasta el 25 de abril de 2021.

## Distribución de puntos
| Modalidad            | Campeón | Finalista | Semifinales | Cuartos de final | 2.ª ronda | 1.ª ronda | Clasificados | 2.ª ronda de clasificación | 1.ª ronda de clasificación |
| Individual masculino | 500     | 330       | 200         | 100              | 50        | 0         | 25           | 13                         | 0                          |
| Dobles masculino     | 500     | 300       | 180         | 90               | –         | –         | 45           | 25                         | 0                          |

## Cabezas de serie

### Individuales masculino
| Tenista               | Ranking | Preclasificado |
| Rafael Nadal          | 3       | 1              |
| Stefanos Tsitsipas    | 5       | 2              |
| Andrey Rublev         | 7       | 3              |
| Diego Schwartzman     | 9       | 4              |
| Roberto Bautista      | 11      | 5              |
| Pablo Carreño         | 12      | 6              |
| Denis Shapovalov      | 13      | 7              |
| David Goffin          | 15      | 8              |
| Fabio Fognini         | 18      | 9              |
| Félix Auger-Aliassime | 21      | 10             |
| Jannik Sinner         | 22      | 11             |
| Karen Jachanov        | 23      | 12             |
| Christian Garín       | 24      | 13             |
| Álex de Miñaur        | 25      | 14             |
| Casper Ruud           | 27      | 15             |
| Daniel Evans          | 33      | 16             |
| Adrian Mannarino      | 34      | 17             |

- Ranking del 12 de abril de 2021.[2]

### Dobles masculino
| Tenista                            | Ranking | Preclasificado |
| Juan Sebastián Cabal Robert Farah  | 5       | 1              |
| Marcel Granollers Horacio Zeballos | 20      | 2              |
| Rajeev Ram Joe Salisbury           | 23      | 3              |
| Wesley Koolhof Łukasz Kubot        | 26      | 4              |

## Campeones

### Individual masculino
Rafael Nadal venció a  Stefanos Tsitsipas por 6-4, 6-7(6-8), 7-5

### Dobles masculino
Juan Sebastián Cabal /  Robert Farah vencieron a  Kevin Krawietz /  Horia Tecău por 6-4, 6-2